# Kathleen Hanna
Kathleen Hanna (Portland, 12 de noviembre de 1968) es una música, activista, y escritora estadounidense. En la década de 1990 fue la cantante líder de Bikini Kill, función que desde el inicio desempeña en la banda synthpunk Le Tigre. En 1998, Hanna lanzó un álbum solista bajo el título Julie Ruin. Hanna ha contribuido muy activamente a la reactivación de un feminismo honesto y es considerada una de los principales íconos líderes del movimiento Riot Grrrl de la década de 1990.  
Kathleen ha colaborado con una amplia variedad de músicos, apareciendo en las grabaciones de numerosos artistas, como Atari Teenage Riot, Sonic Youth, Joan Jett, The Rickets, Internal/External y Mike Watt. 

## Vida personal
En 2006, luego de diez años de relación, Hanna se casó con Adam Horowitz, integrante de Beastie Boys. Las canciones «Capri Pants» de Bikini Kill, y «Just My Kind», de The Julie Ruin, están basadas en su relación.
Hanna sufrió de la enfermedad de Lyme por seis años, antes de ser correctamente diagnosticada. Debido a su enfermedad, ha tenido que cancelar actuaciones con The Julie Ruin para un tratamiento prolongado de tres meses. En un reportaje para la revista Bust en 2013, dijo que «Horowitz me cuidó durante todo el proceso». En junio de 2015, nuevos exámenes revelaron que estaba libre de la enfermedad.

## En la cultura popular
- Hanna fue la inspiradora del nombre del tema de Nirvana "Smells Like Teen Spirit" al escribir en la pared de Kurt Cobain "Kurt huele a espíritu adolescente". En ese momento, Kurt desconocía que Hanna se refería a un desodorante para mujeres jóvenes y pensó que la frase encajaba en la temática de la canción.
- La canción de NOFX "Kill Rock Star", de su álbum So Long and Thanks for All the Shoes, se refiera a Hanna nombrándola al cantar "Kill the rockstars? How ironic, Kathleen. You've been crowned the newest queen." (¿Matar a las estrellas de rock? Qué ironía, Kathleen. Has sido coronada como la nueva reina").[7] Hanna le respondió en el tema "Decepticon" del álbum debut de Le Tigre.[8]
- Ella aparece en el videoclip de "Bull in the Heather", de Sonic Youth.[9]
- Hanna aparece en un monólogo al final de la canción "Heartbeat" del disco de Mike Watt Ball-Hog or Tugboat?.[10]
- Es referenciada en el tema "Mr. Motivator", de Idles.[11]
- También se la referencia en la canción "For a Girl in Rhinelander, WI" de Wingnut Dishwashers Union'[12]
- Colaboró con Kristen Andero-Lopez y Robert Lopez en la serie WandaVision en la canción de apertura de sitcom de los años 1990.[13]
- Aparece dos veces en el film documental The Go-Go's, que se presentó en la edición 2020 del Sundance Film Festival y posteriormente fuera emitido en Showtime. En el mismo, ella menciona haber asistido de adolescente a un concierto de The Go-Go's en 1982, y el impacto que tuvo en ella.[14]

## Discografía

### Bikini Kill

#### Álbumes
- Revolution Girl Style Now! casete auto-producido (1991)
- Bikini Kill (EP) de Kill Rock Stars (1991)
- Yeah Yeah Yeah Yeah split LP con Huggy Bear de Catcall Records en Reino Unido, Kill Rock Stars en EE. UU. (1993)
- Pussy Whipped de Kill Rock Stars (1993)
- The C.D. Version of the First Two Records, recopilatorio (1994)
- Reject All American de Kill Rock Stars (1996)
- The Singles (1998)

#### Singles
- "New Radio/Rebel Girl" 7" single de Kill Rock Stars (1993)
- "The Anti-Pleasure Dissertation" 7" Single de Kill Rock Stars (1994)
- "I Like Fucking" / "I Hate Danger" 7" single de Kill Rock Stars (1995)

#### Apariciones en recopilatorios
- "Feels Blind" en Kill Rock Stars LP/CD (1991)
- "Candy" en Throw: The Yoyo Studio Compilation, Yoyo Records (1991)
- "Daddy's Lil' Girl" en Give Me Back LP, Ebullition Records (1991)
- "Suck My Left One" en There's A Dyke In The Pit, Outpunk Records (1992)

### Julie Ruin
- Julie Ruin de Kill Rock Stars (1997)

### The Julie Ruin
- Run Fast de TJR Records (2013)
- Hit Reset de Hardly Art (2016)

### Le Tigre

#### Álbumes
- Le Tigre (1999) Mr. Lady
- Feminist Sweepstakes (2001) Mr. Lady
- This Island (2004) Universal

#### Singles y EPs
- "Hot Topic" (1999)
- From the Desk of Mr. Lady EP (2001)
- Remix (2003)
- "New Kicks (2004)
- "TKO" (2004)
- "After Dark" (2005)
- "This Island Remixes Volume 1" EP, Chicks on Speed Records (2005)
- "This Island Remixes Volume 2" EP, Chicks on Speed Records (2005)
- "Standing in the Way of Control" 12" split EP with The Gossip on Kill Rock Stars (2006)

### Otros

#### Viva Knievel
- "Boy Poison", 7", Ultrasound Records, 1990

#### Suture
- "Decomposition", 7", Kill Rock Stars, 1991[15]
- Suture!, LP, Kill Rock Stars, 1992

#### The Fakes
- Real Fiction, LP, Kill Rock Stars, 1995

### Solo y colaboraciones
- Rock Star / Mean (Wordcore Volume 1) como Kathleen Hanna and Slim Moon, Kill Rock Stars (1991)
- Play Pretty for Baby, The Nation of Ulysses; incluye voces de fondo por Hanna (1992)
- Rock Stars Kill, includes Hanna's "I Wish I Was Him", Various Artists, Kill Rock Stars, (1994)
- Ball-Hog or Tugboat? LP/CD "Heartbeat", Mike Watt, (1995)
- Home Alive, The Art of Self Defense, Epic, includes "Go Home", escrito y producido por Joan Jett and Evil Stig, (1996)
- "60 second wipe out" Atari Teenage Riot; Hanna canta la voz principal en 'No Success' (1999)
- Featuring..., Internal External, LP, K Records (2000)
- "Playgroup" Playgroup; Hanna canta la voz principal en 'Bring It On' (2001)
- Realistes, Comet Gain; Hanna canta en la canción "Ripped-Up Suit", (2002)
- "Wordy Rappinghood" Chicks on Speed; canta hace varias voces, (2003)
- "Kiss on the Lips" del álbum 'Naked' de Joan Jett es un dúo Hanna, (2004)
- American Idiot, Green Day, la canción "Letterbomb" comienza con voces de Hanna interpretando a Whatsername, (2004)
- Sinner, Joan Jett; Hanna colabora en las canciones "Five", "Watersign", "Baby Blue" y "Tube Talkin" (2007)
- "Hey Hey My My Yo Yo" Junior Senior; Hanna aparece en la canción 'Dance, Chance, Romance', (2007)
- "Eating Makeup" by Seth Bogart, voces cantadas por Hanna, (2016)
- P.O.S - "Sleepdrone/Superposition" de "Chill, dummy" (2017)[16]